# Daemonorops aruensis
Daemonorops aruensis är en enhjärtbladig växtart som beskrevs av Odoardo Beccari. Daemonorops aruensis ingår i släktet Daemonorops och familjen Arecaceae. Inga underarter finns listade i Catalogue of Life.